# Qarabağlı (Xaçmaz)
Qarabağlı è un comune dell'Azerbaigian situato nel distretto di Xaçmaz. Conta una popolazione di 409 abitanti.